# Salamandra korsykańska
Salamandra korsykańska (Salamandra corsica) – gatunek płaza ogoniastego z rodziny salamandrowatych (Salamandridae), endemit Korsyki; z wyglądu zbliżona do salamandry plamistej.
Zamieszkuje zróżnicowane siedliska, preferując lasy; najczęściej spotykana na wysokościach od 500–1300 m n.p.m. W naturalnym środowisku liczna, trend liczebności populacji jest oceniany jako stabilny. Największym zagrożeniem jest utrata siedlisk leśnych, a także zanieczyszczenia powodowane przez rolnictwo i ścieki komunalne.